# Natalie Gold
Pour les articles homonymes, voir Natalie et Gold.
Natalie Gold, née le 17 août 1976 à Miami en Floride, est une actrice américaine.

## Filmographie

### Cinéma
- 2004 : Noise : la femme divorcée
- 2007 : Before the Devil Knows You're Dead : la secrétaire
- 2007 : December Story (court métrage) : Natalie
- 2009 : The International
- 2009 : Important Things with Demetri Martin (série télévisée) : la première épouse
- 2009 : The Good Wife (série télévisée) : Anna Loeb
- 2010 : Love & Other Drugs : docteure Helen Randall
- 2011 : Almost Perfect : Karen
- 2011 : I Don't Know How She Does It : la jeune mère
- 2012 : Fairhaven : Jill
- 2013 : Killing Kennedy (téléfilm) : Ruth Paine
- 2014 : Birdman ou (Les Vertus insoupçonnées de l'ignorance) : Clara
- 2014 : Hungry Hearts : Jennifer Donadio
- 2016 : Collateral Beauty : la mère d'Adam
- 2017 : Rich Boy, Rich Girl : Jackie
- 2017 : Fair Market Value : Ms. Turner
- 2017 : Rough Night : Carmen
- 2017 : Becks : Lizzy
- 2018 : The Land of Steady Habits : Dana

### Télévision
- 2005 : Without a Trace
- 2006 : Law & Order : Alex
- 2006 : Six Degrees
- 2007-2008 : Guiding Light : Suzie (4 épisodes)
- 2010 : Rubicon : Julia Harwell (7 épisodes)
- 2003-2011 : Law & Order: Criminal Intent : Danielle Magee / Maya / Claudia
- 2014 : The Americans : Leanne Connors
- 2013-2014 : Alpha House : Katherine Sims (15 épisodes)
- 2015 : Elementary : Sarah Penley
- 2015 : Good Girls Revolt : Angie
- 2016 : BrainDead : Jules
- 2014-2017 : The Leftovers : la mère de Sam / la jeune mère
- 2018 : Sneaky Pete : Gayle Porter
- 2018 : Succession : Rava Roy
- 2024 : American Horror Stories : Riva (saison 3, épisode 5)
- 2025 : New York, police judiciaire : Megan Wallace (saison 24, épisode 17)